# Austroliabum
Austroliabum é um género de plantas com flor pertencente à família Asteraceae. É composto por 4 espécies descritas e destas, só 3 são aceites. É originário da América do Sul.

## Taxonomia
O género foi descrito por H.Rob. & Brettell e publicado em Phytologia 28: 48. 1974. A espécie-tipo é Austroliabum candidum (Griseb.) H.Rob. & Brettell

## Espécies
Este género é composto pelas seguintes espécies:
- Austroliabum candidum (Griseb.) H.Rob. & Brettell
- Austroliabum eremophilum (Cabrera) H.Rob. & Brettell
- Austroliabum polymnioides (R.E.Fr.) H.Rob. & Brettell